# NGC 5639
NGC 5639 es una galaxia espiral (Sc) localizada en la dirección de la constelación de Bootes. Posee una declinación de +30° 24' 45" y una ascensión recta de 14 horas, 28 minutos y 46,5 segundos.
La galaxia NGC 5639 fue descubierta el 15 de mayo de 1830 por John Herschel.